# NGC 7218
NGC 7218 (również PGC 68199) – galaktyka spiralna z poprzeczką (SBc), znajdująca się w gwiazdozbiorze Wodnika. Odkrył ją William Herschel 6 września 1793 roku.